# Meno male che c'è Radio2
Meno male che c'è Radio2 è stata una trasmissione radiofonica condotta dall'attore e comico Nino Frassica e dal cantautore Simone Cristicchi. Andava in onda il sabato dalle ore 16:00 alle 17:00 su Rai Radio 2, per la regia di Fabrizio Trionfera ed a cura di Andrea Cacciagrano.

## Il programma
Il programma prende il nome dal brano Meno male di Simone Cristicchi, che viene ripreso anche nella sigla iniziale, mentre la sigla di chiusura è basata sulle note di Nuntereggae più di Rino Gaetano. Ciascuna puntata è caratterizzata da gag comiche, performance musicali ed interviste. Erano frequenti le incursioni di Francesco Scali, Benito Urgu, Johnny Palomba, i Gemelli Ceccarelli e Leo Sanfelice.
Sono stati ospitati in studio tanti artisti emergenti e le migliori realtà nazionali musicali, teatrali, cinematografiche e dello spettacolo. Numerose anche le partecipazioni di diversi comici italiani: Claudio Bisio, Mario Marenco, Giorgio Bracardi, Maccio Capatonda, Nicola Vicidomini, Massimo Bagnato, Nuzzo & Di Biase, Gabriele Savasta, Ascanio Celestini, Ficarra & Picone, Giovanni Cacioppo, Mago Forest, Il Duo Idea e tanti altri.